# Nel verso della pezza
Nel verso della pezza è un termine utilizzato in araldica per le figure lunghe, o che hanno una posizione di equilibrio, disposte parallelamente sulla pezza. Si trova anche nella forma nel senso della pezza.

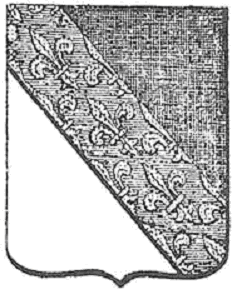
Gigli nel verso della pezza
Tre alerioni posti nel senso della banda (stemma della Lorena)